# Charles George James Arbuthnot
Pour les articles homonymes, voir Arbuthnot.
Charles George James Arbuthnot (1801 - 21 octobre 1870) est un général britannique. 

## Jeunesse
Il est né en mer à bord de la frégate Juno et grandit à Woodford, dans le Northamptonshire. Son père, Charles Arbuthnot, est un homme politique conservateur éminent, diplomate et confident du duc de Wellington. Il est nommé page d'honneur de George III en 1812 (à l'âge de onze ou douze ans). 

## Carrière militaire
Il est nommé enseigne des Grenadier Guards en 1816, promu capitaine du 28e régiment en 1820 et lieutenant-colonel du 72e régiment en 1825. Il est élu au Parlement pour le Bourg pourri de Tregony en 1831, mais démissionne de son siège l'année suivante en devenant l'intendant du manoir de East Hundred. Le 19 mai 1831, il quitte le 72e et devient lieutenant-colonel du 90e régiment en remplacement de Georges Russell. 
En 1833, il se marie avec Charlotte Eliza Vivian, fille aînée de Hussey Vivian (1er baron Vivian). Leur enfant unique, Charlotte Letitia Caroline Arbuthnot (décédée en 1884), épouse Herbert Harley Murray. De retour comme lieutenant-colonel du 72e régiment le 23 février 1838, il est breveté colonel le 28 juin 1838. Lorsque Robert Peel devient Premier ministre, la reine Victoria demande à Charles de devenir son écuyer ordinaire. Il remplace Alfred Paget à ce poste le 10 septembre 1841. Deux mois plus tard, Peel lui propose de l'aider à entrer au Parlement, mais après discussion avec son père, il décide qu'il serait plus utile à la cour. 
En 1842, le 72e est appelé à aider à réprimer les "Emeutes Plug-Drawing" dans le Lancashire. Alors qu'il soutient la police locale à Blackburn, le magistrat local a ordonné à Arbuthnot et à ses troupes de tirer sur une foule en train de lancer des pierres pour la disperser. Plusieurs émeutiers sont blessés, mais aucun mortellement. Le 14 avril 1843, il cède le poste de lieutenant-colonel du 72e à Arthur Lennox. 
Le 1er août 1846, il démissionne de son poste d'écuyer, pour être remplacé par Charles Beaumont Phipps. Il est promu major général en 1851, nommé colonel du 89e régiment le 9 juillet 1857 et promu Lieutenant général en 1858. il est nommé lieutenant adjoint du Northamptonshire le 21 janvier 1861 et devient colonel du 91e régiment le 4 juillet 1864. Promu général le 25 novembre 1865, il est nommé commandant du 72e régiment le 27 août 1870 et décède peu après, le 21 octobre 1870. 